# Lixi (sockenhuvudort i Kina, Zhejiang Sheng, lat 28,41, long 120,77)
Lixi (kinesiska: 鲤溪, 鲤溪乡) är en sockenhuvudort i Kina. Den ligger i provinsen Zhejiang, i den östra delen av landet, omkring 210 kilometer söder om provinshuvudstaden Hangzhou. Antalet invånare är 6 056. Befolkningen består av 2 932 kvinnor och 3 124 män. Barn under 15 år utgör 19,0 %, vuxna 15-64 år 59 %, och äldre över 65 år 20,0 %.
Runt Lixi är det tätbefolkat, med 276 invånare per kvadratkilometer. Närmaste större samhälle är Fenglin, 9,9 km söder om Lixi. I omgivningarna runt Lixi växer i huvudsak blandskog.
Genomsnittlig årsnederbörd är 2 185 millimeter. Den regnigaste månaden är juni, med i genomsnitt 368 mm nederbörd, och den torraste är januari, med 71 mm nederbörd.